# Arbnor Mucolli
Arbnor Mucolli (født 15. september 1999) er en dansk/albansk fodboldspiller, som spiller for IFK Göteborg.

## Karriere

### Vejle Boldklub
Mucolli er central midtbanespiller og fik sin debut for Vejle Boldklub, da han som 17-årig startede inde i og fik 80 minutters spilletid mod Næstved den 17. november 2016.
Arbnor Mucolli er lillebror til Agon Mucolli, der ligeledes har fået fin fodboldopvækst i Vejle Boldklub. De to oplevede for første gang at starte inde sammen i en turneringskamp på førsteholdet i Arbnor Mucollis debutkamp.
Arbnor Mucolli var skadet i store dele af 2017/2018-sæsonen, hvor Vejle Boldklub sikrede sig oprykningen til Superligaen. Han spillede således kun 15 ligakampe, hvoraf kun én af dem var efter vinterpausen.
Forud for 2018/2019-sæsonen, hvor VB igen var at finde i Superligaen, var Arbnor Mucolli igen skadesfri og indledte sæsonen som fast mand på Vejle Boldklubs midtbane. Den 25. juli 2018 forlængede Mucolli sin kontrakt med Vejle Boldklub med yderligere et år, så den nu udløber i sommeren 2020.
Arbnor Mucolli har den 31 december 2019 forlænget kontrakten til sommeren 2023.

## International karriere

### Danmark
Arbnor Mucolli har spillet U18-landskampe for Danmark. Da begge hans forældre er fra Kosovo, har han også mulighed for at repræsentere Kosovos og Albaniens landshold. Først meddelte Arbnor Mucolli, at han modsat sin storebror Agon hellere ville repræsentere Danmark.

### Albanien
I 2017 ændrede han dog mening, og fremover vil han derfor repræsentere Albanien. Kort efter debuterede han på U-20-landsholdet. Den 21. januar startede han inden i venskabskampen mod Aserbajdsjan.